# C'est si facile, voyez-vous !
C'est si facile voyez vous ! (titre original : I Just Make Them Up, See!) est un poème d'Isaac Asimov, paru pour la première fois en février 1958 dans le magazine The Magazine of Fantasy & Science Fiction. Il est paru en langue française dans le recueil L'avenir commence demain, dans une traduction de Bruno Martin.

## Argument
Le poème est la formulation d'une question vitale pour l'interrogateur inconnu, à un « docteur A... » : où le docteur A... trouve-t-il toutes ses idées ?